# Heliswiss

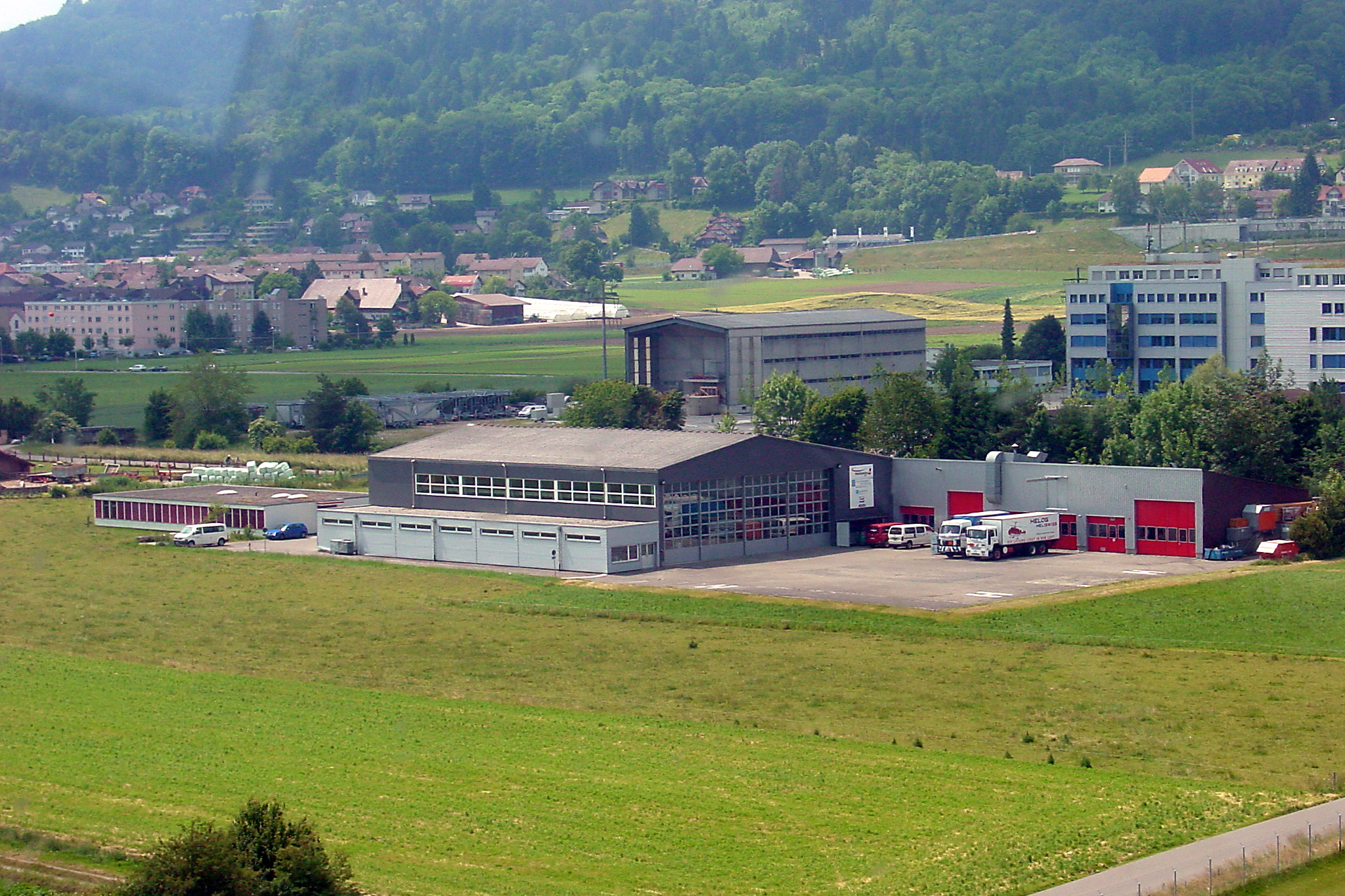
Siedziba główna Heliswiss w Bernie-Belp

Heliswiss (oficjalna nazwa: niem. Heliswiss, Schweizerische Helicopter AG - "Heliswiss, Szwajcarska helikopterowa Spółka Akcyjna"), szwajcarska firma założona 17 kwietnia 1953 roku, z siedzibą na lotnisku Berno-Belp w gminie Belp. Zajmuje się usługami z wykorzystaniem helikopterów (akcje ratunkowe na zlecenie, transport, przedsięwzięcia inżynieryjne w trudno dostępnym terenie, w tym w górach, loty turystyczno-wycieczkowe, transport narciarzy na stoki, loty "taksówek powietrznych"). Była pionierem lotnictwa śmigłowcowego w Szwajcarii i jest najstarszą tego typu firmą w tym kraju, znaną w swej branży w Europie i poza nią.

## Historia
W pierwszych latach działalności Heliswiss utworzyło sieć baz śmigłowcowych w następujących miejscowowściach Belp BE, Samedan GR, Domat/Ems GR, Locarno TI, Erstfeld UR, Gampel VS, Gstaad BE und Gruyères FR. Maszyny startujące z tych lotnisk pokrywały zasięgiem teren całej Szwajcarii. Aktualnie utrzymywane są trzy bazy: na terenie lotniska Berno-Belp, Gruyères i Gstaad.
Do chwili utworzenia przez Szwajcarską Służbę Ratownictwa Lotniczego (niem. Schweizerische Rettungsflugwacht, obecnie REGA) własnej sieci lotnisk i zakupu odpowiedniej ilości śmigłowców, Heliswiss wykonywało loty ratownicze na jej zlecenie.
Firma wykonuje zlecenia na całym świecie. Jej helikoptery latały m.in. na Grenlandii, w Surinamie, w Afryce Północnej i lasach tropikalnych Ameryki Południowej.
Pierwszym śmigłowcem Heliswiss był Bell 47 G-1, zarejestrowany 23 września 1953 pod znakami HB-XAG. Loty podjął 9 października 1953 roku. Od 1963 roku, prócz wykorzystywanych do tej pory małych helikopterów, firma zaczęła stosować większe maszyny typu Agusta Bell 204B (maszyna bazująca na amerykańskim Bell UH-1 Iroquois), o mocy 1050 KM i udźwigu ładunku do 1500 kg. W 1979 roku rozpoczęto użytkowanie Bell 214, z udźwigiem do 2800 kg. Od 1991 roku we flocie przedsiębiorstwa pojawił się ciężki śmigłowiec produkcji rosyjskiej - Kamow KA-32A12.

## Aktualna flota
- 1 Guimbal Cabri G2
- 2 szt. Schweizer 300C
- 3 szt. Bell 206
- 1 szt. Eurocopter AS 350B2
- 2 szt. Eurocopter AS 350B3
- 1 szt. SA-315B Lama
- 2 szt. Kamow KA-32A12

## Lotniska bazowe
- Bern-Belp
- Gruyères
- Gstaad (zimą)

## Usługi
- Szkolenia pilotów (szkolenie podstawowe, szkolenie pilotów zawodowych, szkolenie górskie, szkolenie do lotów nocnych)
- loty czarterowe
- loty dla VIP-ów
- loty z narciarzami tzw. Heli-skiing
- loty dla filmowców i fotografów
- transport ładunków zewnętrznych do 5000 kg,
- loty montażowe,
- zwalczanie pożarów

## Firmy partnerskie
- Air Grischa
- BOHAG
- Heli Gotthard
- Eliticino
- Rhein-Helikopter AG
- Air Zermatt AG

## Multimedia
- Transport słupów elektrycznych, Kamow KA-32A12, (Youtube)
- Migawki z prac Heliswiss International przy użyciu Kamowa KA-32A12 (Youtube)